# چیفلوک رازگوینسکی
چیفلوک رازگوینسکی (به صربی: Čifluk Razgojnski) یک روستا در صربستان است که در لسکواس واقع شده‌است. چیفلوک رازگوینسکی ۳۳۵ نفر جمعیت دارد.